# 俎鬼
俎鬼，是中国传说的妖怪，是由江西豫章河中的鱨魚所變成的。多住在污泥中，在夜间能在路上行走，经过的地方会有泥迹，会伴有着“族族”声。记载于《太平广记》卷四六七引五代●杜光庭《录异记》

## 其他记载
禮經箋:將內至金私事之俎鬼送尸簋雙於置燕族庶
能隱以左手持燈鬼不敢酉陽雜俎鬼有擋氣袋形如革囊而無縫可盛數升色如

## 参看
中国妖怪列表